# Розбери Парк
Розбери Парк (англ. Rosebery Park) — футбольный стадион, располагавшийся с 1918 по 2000-е годы в районе Оатлендс шотландского города Глазго.

## История
Розбери Парк был назван в честь бывшего премьер-министра Великобритании Арчибальда Филиппа Примроуза, 5-го графа Розбери. С 1918 по 1960 годы стадион являлся домашней ареной команды «Шоуфилд»; также на нём в конце 1920-х годов проводил свои матчи клуб «Поллок», не имевший своего собственного стадиона.
После прекращения существования «Шоуфилд» в 1961 году Розбери Парк был выкуплен городскими властями Глазго, и после реконструкции, проведённой в 1963 году, на нём стали проводиться школьные соревнования по футболу.
Позднее на территории стадиона были обнаружены очаги заражения грунта хромсодержащими отходами от находящихся поблизости фабрик, и он всё реже стал использоваться для проведения спортивных состязаний. Заброшенную в 1990-е арену было решено демонтировать, а по освободившемуся участку прошла автодорога M74.